# Dymphna Cusack
Dymphna Cusack, née le 21 septembre 1902 à Wyalong dans la Nouvelle-Galles du Sud, en Australie, morte le 19 octobre 1981 près de Sydney, est une écrivaine et dramaturge australienne et militante sociale.
Elle écrit principalement des romans et des pièces de théâtre et est traduite en trente langues. Elle milite pour les réformes sociales, contre l'arme nucléaire, pour les droits des Aborigènes.

## Biographie
Ellen Dymphna Cusack naît le 21 septembre 1902 à Wyalong, dans la Nouvelle-Galles du Sud, en Australie. Elle est la troisième des six enfants survivants du commerçant James Cusack, commerçant, et de son épouse Bridget Beatrice, qui sont d'origine irlandaise catholique mais nés en Nouvelle-Galles du Sud. 
Elle fait ses études comme pensionnaire au Saint Ursula's College, à Armidale dans la Nouvelle-Galles du Sud. Elle remporte en 1920 un prix et une bourse du Teachers’ College de l'université de Sydney où elle est diplômée avec un Bachelor of Arts et un diplôme en éducation. Sa carrière d'enseignante commence en 1926-1927 à la Neutral Bay Girls’ Intermediate High School.
Elle continue à enseigner jusqu'en 1944, année où elle prend précocement sa retraite pour des raisons de santé. 
Dymphna Cusack passe de longs séjours à l'étranger dans les années 1950 et 1960. Elle est accompagnée de son futur mari Norman Randolph Freehill, journaliste et fondateur du parti communiste australien.
Elle devient militante antinucléaire après les tests atomiques sur l'atoll Bikini. Elle écrit alors une pièce contre la bombe atomique, Pacific Paradise (1955), qui augmente considérablement sa renommée internationale. Elle milite également pour les droits des Aborigènes.
Sa maladie est diagnostiquée en 1978 comme étant une sclérose en plaques. Elle meurt à Manly, en Nouvelle-Galles du Sud, le 19 octobre 1981.

## Carrière littéraire

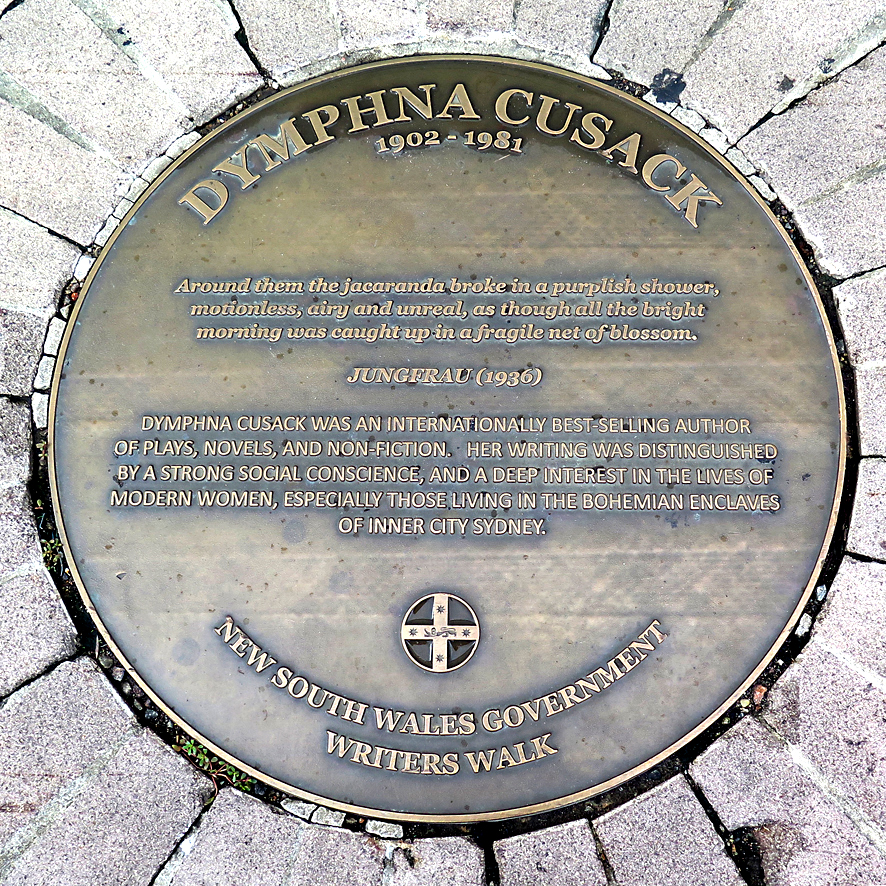
Plaque commémorative de Dymphna Cusack au Sydney Writers Walk.

Dymphna Cusack écrit douze romans, dont deux en collaboration, onze pièces de théâtre, trois récits de voyage, deux livres de littérature pour la jeunesse et un livre documentaire. Les romans qu'elle a écrits en collaboration sont Pioneers on Parade (1939) avec Miles Franklin et Come In Spinner (1951) avec Florence James.
Sa pièce de théâtre Red Sky at Morning est jouée en 1944, avec Peter Finch. La biographie Caddie, l'histoire d'une barmaid, pour laquelle Dymphna Cusack écrit l'introduction et aide l'auteur à écrire, est adaptée en film et produite au cinéma sous le titre Caddy en 1976. Le roman Come In Spinner est adapté et produit sous forme de série télévisée par l'Australian Broadcasting Corporation en 1989 et diffusé en mars 1990.
Ses ouvrages sont traduits dans plus de trente langues, elle est ainsi l'une des auteurs australiens les plus traduits à l'étranger.

## Militantisme
Dymphna Cusack préconise une réforme sociale et argumente dans ses écrits sur la nécessité de cette réforme. Elle contribue au mouvement mondial pour la paix pendant la guerre froide en tant que militante antinucléaire.  Elle et son mari Norman Freehill sont membres du Parti communiste, et ils lèguent par testament l'intégralité de leurs biens au Parti.

## Reconnaissances
Dympha Cusack est membre fondateur de la Société australienne des auteurs en 1963. Elle refuse l'Ordre de l'Empire britannique , mais elle est nommée membre de l'Ordre d'Australie en 1981 pour sa contribution à la littérature australienne.
En 2011, Dympha Cusack est l'un des onze auteurs, dont Elizabeth Jolley et Manning Clark, à être reconnus de façon pérenne par l'ajout de plaques nominatives en laiton en leur honneur à la Writers' Walk de Sydney.

## Pièces de théâtre
- Safety First (La sécurité d'abord), 1927.
- Shallow Cups (Tasses peu profondes), 1933.
- Anniversary (Anniversaire), 1935.
- Red Sky at Morning (Ciel rouge le matin), joué en 1935 ; publié en 1942.
- Morning Sacrifice (Sacrifice du matin), 1943.
- Comets Soon Pass (Les comètes passent bientôt), 1943.
- Call Up Your Ghosts (Appelez vos fantômes), avec Miles Franklin, 1945.
- Stand Still Time (Temps d'arrêt), 1946.
- Pacific Paradise (Paradis du Pacifique), 1955.

## Romans
- Jungfrau, 1936.
- Pioneers on Parade (Pionniers à la parade), 1939, avec Miles Franklin.
- Come In Spinner (Entrez dans Spinner), 1951, avec Florence James.
- Say No to Death (Dites non à la mort), 1951.
- Southern Steel (Acier du Sud), 1953.
- The Sun in Exile (Le Soleil en exil), 1955.
- Heatwave in Berlin (Canicule à Berlin), 1961.
- Picnic Races (Courses de pique-nique), 1962.
- Black Lightning (Éclair noir), 1964.
- The Sun is Not Enough (Le soleil ne suffit pas), 1967.
- The Half-Burnt Tree (L'arbre à moitié brûlé), 1969.
- A Bough in Hell (Une branche en enfer), 1971.

## Biographies et documentaires
- Chinese Women Speak (Les femmes chinoises parlent), Angus et Robertson, Sydney, 1958.
- Holidays Among the Russians (Vacances chez les Russes), Heinemann, Londres, 1964.
- Illyria Reborn (Illyrie renaît), Heinemann, Londres, 1966.
- Mary Gilmore A Tribute (Mary Gilmore : Un hommage), Société australasienne du livre, Londres, 1965.
- A Window in the Dark (Une fenêtre dans le noir), Bibliothèque nationale d'Australie, Canberra, 1991.

## Littérature pour la jeunesse
- Kanga-Bee and Kanga-Bo (Kanga-Bee et Kanga-Bo), Maison de Botanique, Sydney, 1945.
- Four Winds and a Family (Quatre vents et une famille), avec Florence James. Presse à tête de Shakespeare. Londres. 1947.